# Syzygium valdepunctatum
Syzygium valdepunctatum är en myrtenväxtart som beskrevs av Elmer Drew Merrill. Syzygium valdepunctatum ingår i släktet Syzygium och familjen myrtenväxter. Inga underarter finns listade i Catalogue of Life.